# N8 (Niger)
Die N8 oder RN8 ist eine hochrangige Straße vom Typ Nationalstraße (französisch route nationale) in der Region Dosso in Niger.

## Verlauf und Charakteristik
Die N8 ist insgesamt 16 Kilometer lang. Sie beginnt als Abzweigung von der N7. Sie führt durch das Dorf Sabon Birni und kreuzt danach die einfache Landstraße der Route 329, die zwischen den Gemeindehauptorten Bengou und Tounouga verläuft. Nachdem die N8 das Trockental Dallol Foga überquert hat, endet sie an der Staatsgrenze zu Nigeria.
Die N8 ist durchgängig asphaltiert.